# Hermann Beeken
Hermann Beeken (* 5. August 1891 in London; † wahrscheinlich am 13. Februar 1942 in Obscha, Gebiet Ilmensee, UdSSR) war ein deutscher Landwirt und Politiker (DNVP).

## Leben
Beeken entstammte einer alten schleswig-holsteinischen Familie. Nachdem er das Johanneum zu Lübeck bis zum 15. Lebensjahr besucht hatte, absolvierte er eine landwirtschaftliche Lehre und bildete sich anschließend auf Bauernhöfen in Schleswig-Holstein fort. Daneben besuchte er für drei Semester die Ackerbauschule in Hohenwestedt, an der er die Abschlussprüfung bestand. Er leistete von 1910 bis 1912 Militärdienst beim 1. Garde-Feldartillerie-Regiment und war von 1912 bis 1914 als Gutsbeamter bei der kur- und neumärkischen Ritterschaftsdirektion tätig. Von 1914 bis 1918 nahm er als Soldat am Ersten Weltkrieg teil, zunächst bei seinem Ausbildungsregiment, dann beim 63. Reserve-Feldartillerie-Regiment. Während des Krieges wurde er zweimal verwundet und 1916 zum Leutnant der Reserve befördert. Zudem wurde er mit dem Eisernen Kreuz I. und II. Klasse sowie mit dem Ritterkreuz zum Königlichen Hausorden von Hohenzollern ausgezeichnet.
Beeken war seit 1919 Pächter des Hofes Schodenbüttel bei Otterndorf. Neben der Ausübung seines Berufes betätigte er sich im Landbund. Er war Vorsitzender des Kreislandbundes Hadeln und Mitglied des Gesamtvorstandes des Hannoverschen Landbundes. Während der Zeit der Weimarer Republik schloss er sich der DNVP und dem Stahlhelm an. Er war Bürgervorsteher des Otterndorfer Stadtparlamentes und von März bis Oktober 1933 Mitglied des letzten Preußischen Landtages.
1935 zog Beeken mit seiner Familie nach Frankfurt (Oder). Ab 1939 nahm er als Oberleutnant der Artillerie am Zweiten Weltkrieg teil. Laut Meldung seines Regiments fiel er am 13. März 1942 in der Kesselschlacht von Demjansk.